# Gönyű
Gönyű es un pueblo en el distrito de Győr del condado de Győr-Moson-Sopron, Hungría.
En 2012 tenía 3135 habitantes.
Se ubica unos 10 km al noreste de Győr, en la frontera con Eslovaquia marcada por el río Danubio.